# Ủy ban Quốc phòng Triều Tiên
Ủy ban Quốc phòng Cộng hòa Dân chủ Nhân dân Triều Tiên là cơ quan lãnh đạo quân sự cao nhất của Cộng hòa dân chủ nhân dân Triều Tiên thực hiện chính sách Tiên Quân (Songun) cho tới năm 2016. Có quyền lực tối cao không chỉ trong quân đội mà còn trong kinh tế, chính trị, Đảng... Thành phần của Hội đồng Quốc phòng gồm có Chủ tịch, Phó chủ tịch thứ nhất, Phó chủ tịch và các thành viên; Chủ tịch Hội đồng Quốc phòng đồng thời là tổng chỉ huy các lực lượng vũ trang của đất nước.
Tháng 4/2009 tại phiên họp thứ 1 Hội nghị Nhân dân Tối cao lần thứ 12 đã bầu ra 13 ủy viên trong Ủy ban Quốc phòng Nhà nước. Kim Chính Nhật làm chủ tịch và Jo Myong-rok làm phó chủ tịch thứ nhất. Tháng 5/2010 Kim Il-chol thôi chức vì lý do cao tuổi; Tháng 6/2010 Chang Song-taek được bổ nhiệm làm Phó Chủ tịch. Tháng 11/2010 Jo Myong Rok qua đời.
Ngày 29/6/2016, Hội đồng Nhân dân Tối cao Triều Tiên khóa XIII đã thông qua việc sửa đổi Hiến pháp tổ chức lại Ủy ban Quốc phòng thành Ủy ban Quốc vụ với quyền lực tập trung hơn và chịu trách nhiệm trên nhiều lĩnh vực chứ không chỉ đối với quốc phòng.

## Quyền lực
Theo Hiến pháp Triều Tiên quy định Ủy ban Quốc phòng quốc gia của quyền hạn sau đây:
- Quán triệt con đường phát triển theo đường lối cách mạng thực hiện chính sách Tiên Quân (Songun);
- Chủ tịch Ủy ban Quốc phòng Nhà nước có quyền ban hành chỉ thị, sắc lệnh, nghị quyết. Ủy ban Quốc phòng Nhà nước chấp hành tiến hành giám sát việc thực hiện;
- Chủ tịch Ủy ban Quốc phòng Nhà nước có quyền hủy bỏ chỉ thị, sắc lệnh, nghị quyết không phù hợp với chính sách Nhà nước;
- Xây dựng và phát triển lực lượng vũ trang toàn quốc;
- Thành lập hoặc giải tán các cơ sở đào tạo Quốc phòng;
- Bổ nhiệm cũng như cách chức các tướng lĩnh trong quân đội…

## Tổ chức
Ủy ban Quốc phòng Triều Tiên có 3 tổ chức trực thuộc:
- Bộ Quốc phòng: quản lý Quân đội Nhân dân Triều Tiên.
  - Bộ trưởng: Jang Jong-nam
- Bộ An ninh Quốc gia: quản lý tình báo và mật vụ
  - Bộ trưởng: Kim Won-hong
  - Cục trưởng Cục Chính trị: Kim Chang-sop
- Bộ An ninh Xã hội: quản lý cảnh sát, nhà tù, nội vụ quân đội và các lực lượng chấp pháp
  - Bộ trưởng: Ju Sang Song
  - Cục trưởng Cục Chính trị: Ri Pyong-sam
- Tổ chức trực thuộc:
  - Cục Chính sách
  - Cục Hành chính
  - Cục Tổng vụ
  - Cục Chính trị
  - Cục Ngoại vụ
  - Tham mưu

## Thành viên
Kể từ tháng 6 năm 2016, Ủy ban Quốc phòng Triều Tiên được thay thế bởi Ủy ban Quốc vụ. Dưới đây là Hội đồng lãnh đạo Ủy ban Quốc phòng trước khi được giải thể.
Chủ tịch vĩnh viễn: Kim Jong Il (Tổng bí thư vĩnh cửu, Tổng tư lệnh vĩnh viễn)
- Chủ tịch thứ nhất: Kim Jong-un
- Phó Chủ tịch:
  - Phó soái Kim Yong-chun (Ủy viên Bộ Chính trị, Ủy viên Quân ủy Trung ương)
  - Phó soái Ri Yong-mu (Ủy viên Bộ Chính trị)
  - Tướng O Kuk-ryol (Ủy viên dự khuyết Bộ Chính trị)
- Thành viên Ủy ban:
  - Tướng Ri Myong-su (Bộ trưởng Bộ An ninh Quốc gia)
  - Tướng Choe Pu-il (Bộ trưởng Bộ An ninh Xã hội,Ủy viên Quân ủy Trung ương)
  - Tướng Kim Kyok-sik (Ủy viên dự khuyết Bộ Chính trị, Tổng Tham mưu trưởng Quân đội Nhân dân Triều Tiên (5/2013-8/2013))
  - Pak To-chun (Ủy viên Bộ Chính trị,Bí thư Trung ương Đảng)
  - Paek Se-bong (Chủ tịch Ủy ban Kinh tế thứ nhì)
  - Kim Won-hong (Bộ trưởng Bộ An ninh Quốc gia,Ủy viên Quân ủy Trung ương)
  - Ju Kyu-chang (Bộ trưởng Bộ Cơ giới Công nghiệp (Công nghiệp Quân Nhu), Ủy viên Quân ủy Trung ương)
  - Choe Ryong-hae (ủy viên Thường vụ Bộ Chính trị, Phó Chủ tịch Quân ủy Trung ương, Tổng cục trưởng Tổng cục Chính trị Quân đội Nhân dân Triều Tiên)